# أسماء لزرق
أسماء لزرق (مواليد 22 يونيو 1986 في مدينة تارودانت - ) هي مطربة مغربية، شاركت في العديد من المهرجانات أبرزها مهرجان فاس للموسيقى الروحية إضافة إلى مهرجانات في فرنسا وتونس. كما سبق لها وأن شاركت في مسابقة أبواب مفتوحة، نجوم ونجوم ومئوية أم كلثوم. وهي خريجة برنامج ستوديو 2m و برنامج نجم الخليج.